# Ferenc Szoldatits
Ferenc Szoldatits (auch Ferenc Szoldatics; * 29. November 1820 im Ortsteil Vörösberény von Balatonalmádi, Ungarn; † 25. Januar 1916 in Rom, Italien) war ein ungarischer Maler.

## Leben
Ferenc Szoldatits studierte zwischen 1840 und 1848 an der Akademie der bildenden Künste Wien bei Leopold Kupelwieser und Joseph von Führich, die beide durch Aufenthalte in Rom von Friedrich Overbeck und den Nazarenern beeinflusst wurden. 1853 ging er nach Rom, lernte dort Friedrich Overbeck kennen und schloss sich den Nazarenern an. 1859 unternahm er eine Studienreise nach München und Dresden. 1867 heiratete er die Italienerin Margherita Waldis. Sein Sohn Giorgio Szoldatits (* 22. Mai 1873 in Rom; † im Juni 1955 in Rom) war ebenfalls Maler.

## Schaffen
Ferenc Szoldatits verwendete stilistische Mittel des Quattrocento und suchte nach einem neuen religiösen Ausdruck in der Kunst. Er schuf vor allem Altarbilder und Fresken für Kirchen in Italien und Ungarn sowie Porträts bekannter Personen. Er wirkte mit an der Gestaltung Kathedrale von Kalocsa des Erzbistums Kalocsa-Kecskemét; 
1859 (oder früher) malte er das Altarbild für die Oratorianerkirche in London, 1881 das Fresko in der Marienkapelle der Kathedrale von Eger, 1883 den Hauptaltar der Kirche in Jászberény, 1888 den Hauptaltar der Kirche in Jánoshalma und 1896 das Altarbild mit den Heiligen Emmerich und Margareta im Bischofspalais von Veszprém. Porträts malte er unter anderem von den Päpsten Pius IX. und Leo XIII. (1879).
1873 wurden Werke von Szoldatits auf der Weltausstellung in Wien gezeigt.
Ferenc Szoldatits war einer der letzten Repräsentanten der ungarischen Nazarener. Mit seinen späteren Werken beeinflusste er auch die Mitglieder der Künstlerkolonie von Gödöllő, deren führende Vertreter Sándor Nagy (1869–1950) und Aladár Körösfői-Kriesch (1863–1920) häufige Gäste in seinem Haus in Rom waren.
Werke von Ferenc Szoldatits befinden sich unter anderem in der Magyar Nemzeti Galéria in Budapest, im Bakony Múzeum (heute Laczkó Dezső Múzeum) in Veszprém, im Keresztény Múzeum in Esztergom und in der Bildergalerie des Erzbistums Eger.